# Makoko di Mbé
Il Makoko di Mbé è il capo della tribù teke di Mbé e re dei Teke (popolo del Gabon, della Repubblica del Congo e della Repubblica Democratica del Congo). In generale, il titolo di makoko è attribuito al sommo patriarca di una tribù dell'etnia Teke.
Nel 1880, il Makoko di Mbé mise il suo regno sotto la protezione della Francia firmando un trattato con Pietro Savorgnan di Brazzà, detto "Trattato makoko". Il Makoko, spinto da interessi commerciali e dalla possibilità di indebolire i suoi rivali, firmò il trattato e permise un insediamento francese a Nkuna sulla riva destra del fiume Congo; l'insediamento prenderà successivamente il nome di Brazzaville. Un anno dopo, il capo tribù della riva sinistra, Ngaliema Insi, firmò il "Trattato d'amicizia" con Henry Morton Stanley, con il quale sanciva anche la propria indipendenza dal Makoko di Mbé e metteva la riva destra del fiume sotto la protezione dell'Associazione internazionale africana.

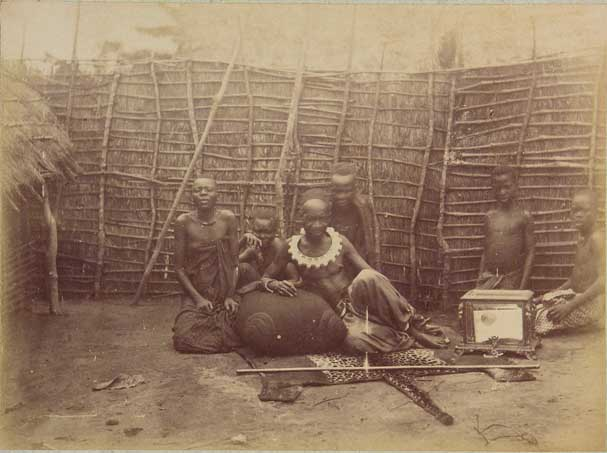
Makoko di Mbé nel 1880
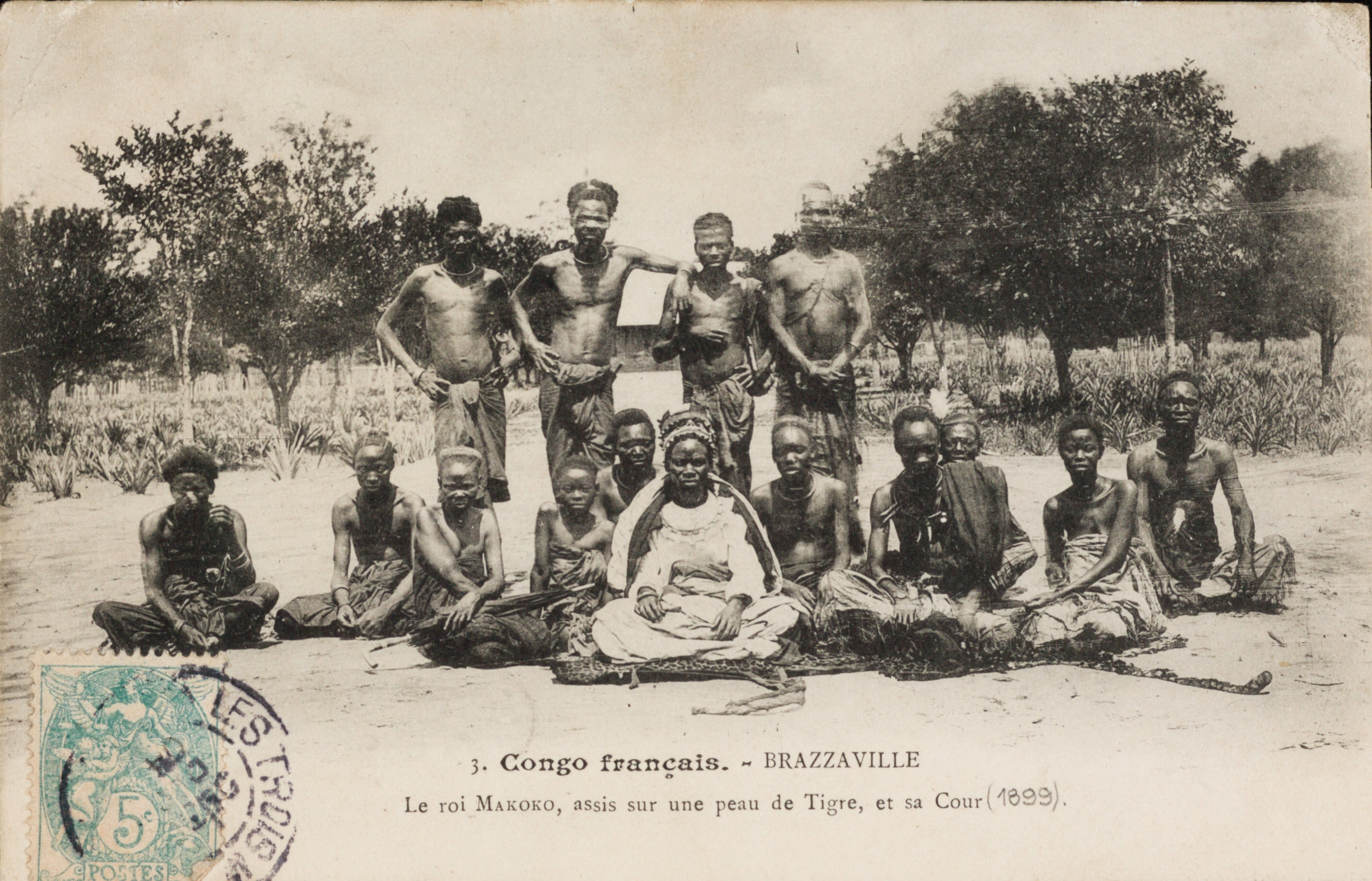
Makoko di Mbé e sua famiglia nel 1907
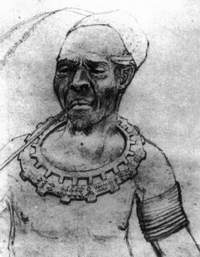
Makoko di Mbé Illoo Loubath Imumba nel 1860
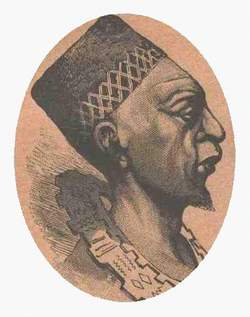
Makoko di Mbé Illoo Loubath Imumba nel 1860